# Naloxon
Naloxon er en antagonist til opioider som for eksempel heroin, morfin og fentanyl og andre. Det er en medicin, der bruges til at stoppe eller reducere virkningerne af opioider. Det bruges f.eks. til at genoprette vejrtrækningen efter en overdosis af opioider. Stoffer er også kendt som Narcan og flere andre handelsnavne. Virkningen begynder inden for to minutter, når det gives intravenøst, fem minutter, når det injiceres i en muskel, og ti minutter som næsespray. Naloxon blokerer virkningerne af opioider i 30 til 90 minutter.
Indgivelse til personer med opioidafhængighed kan forårsage abstinenssymptomer, herunder rastløshed, uro, kvalme, opkastning, hurtig puls og svedtendens. For at forhindre dette kan der gives små doser med få minutters mellemrum, indtil den ønskede effekt er nået. Hos personer med tidligere hjertesygdom eller som tager medicin, der påvirker hjertet negativt, er der opstået yderligere hjerteproblemer. Det ser ud til at være sikkert under graviditet efter at være blevet givet til et begrænset antal kvinder. Naloxon er en ikke-selektiv og kompetitiv opioidreceptorantagonist, som ophæver den undertrykkelse af centralnervesystemet og åndedrætssystemet, som forårsages af opioider.
Naloxon blev patenteret i 1961 og godkendt til opioidoverdosis i USA i 1971. Det står på Verdenssundhedsorganisationen WHO's liste over essentielle lægemidler.